# Ferrocarril de Atchison, Topeka y Santa Fe
La Ferrovía Atchison, Topeka y Santa Fe fue una de las más amplias líneas ferroviarias de los Estados Unidos.
Fue instituida como una compañía llamada Atchison and Topeka Railroad Company en Kansas, hacia el año de 1860 por Cyrus K. Holliday, uno de los fundadores de Topeka. Fue construida a lo largo del Camino de Santa Fe, que después se conoció como la Ferrovía Santa Fe.

Su línea principal fue completada en 1872, extendiéndose por gran parte de la frontera estatal de Colorado. Se le hizo una ampliación hacia el oeste entre los años 1880 y 1890, de una extensión de cerca de 14,500 km de rieles.

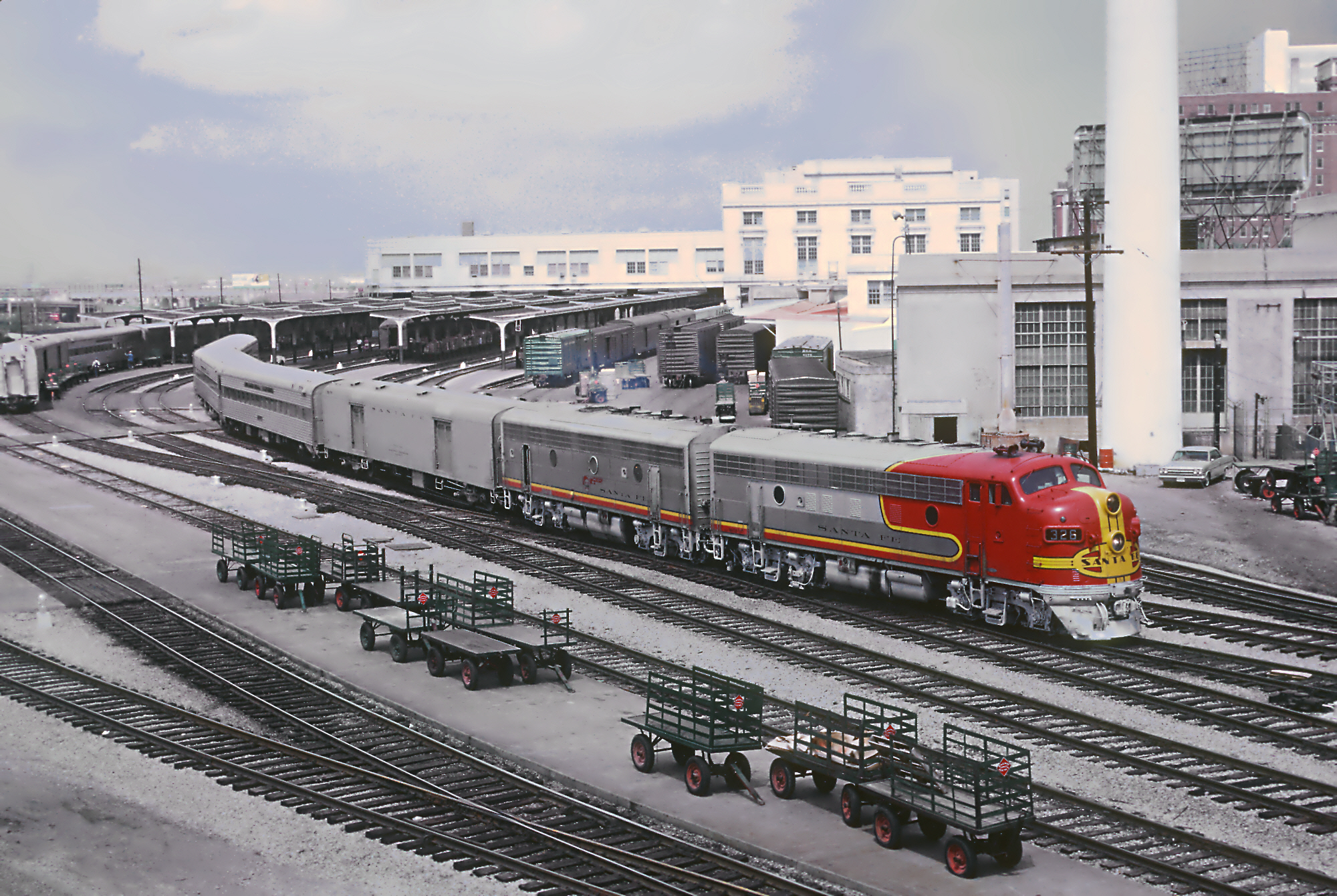
Tren de pasajeros Texas Chief de la ATSF, saliendo de Dallas (año 1967).

Alcanzó su máxima longitud en 1941, contando con más de 21,000 km de vías, pero posteriormente fue paulatinamente reducida. En 1971, su extraordinario y lujoso servicio de pasajeros, fue vendido a la corporación Amtrak. En los años 1990, se fusionó con la Burlington Northern Railroad para convertirse en la Ferrovía Burlington Northern Santa Fe.